# Quận Golden Valley, North Dakota

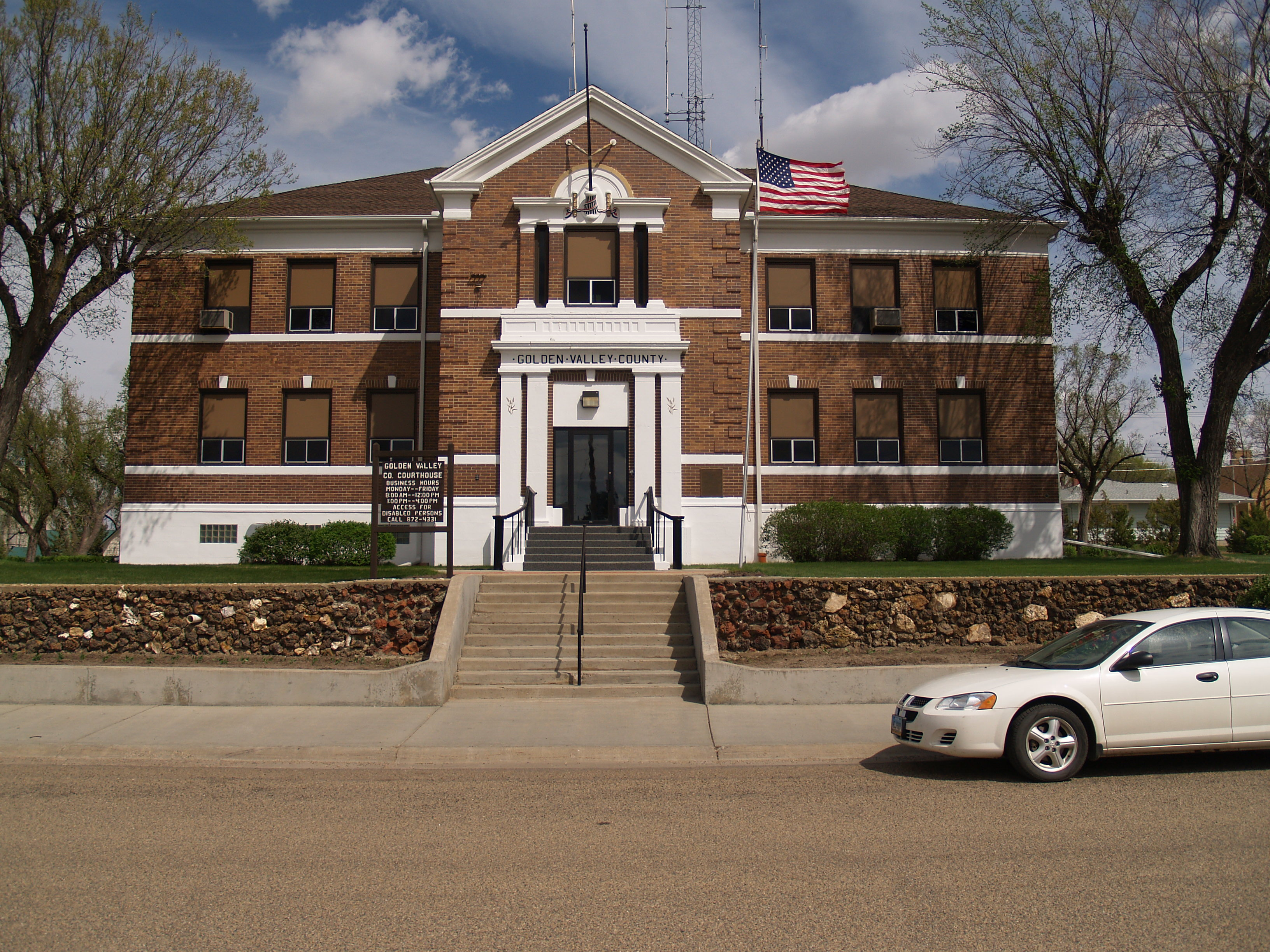
Tòa án quận Golden Valley, Bắc Dakota.

Quận Golden Valley là một quận thuộc tiểu bang Bắc Dakota, Hoa Kỳ. Quận lỵ đóng ở Beach6. Quận được đặt tên theo. Dân số theo điều tra năm 2000 của Cục điều tra dân số Hoa Kỳ là người.

## Địa lý
Theo Cục điều tra dân số Hoa Kỳ, quận này có diện tích km2, trong đó có km2 là diện tích mặt nước.